# Elisha Scott
Elisha Scott (ur. 24 sierpnia 1893 w Belfaście, zm. 16 maja 1959) – północnoirlandzki piłkarz i trener piłkarski.
Urodził się 24 sierpnia 1893 roku w Belfaście. Jego starszy brat Billy również był bramkarzem, występował w reprezentacji oraz Evertonie. Namawiał działaczy, by ściągnęli do klubu 17-letniego Elishę. Ci uznali, że jest za młody, zaś nastolatek podpisał kontrakt z lokalnym rywalem, Liverpoolem. Pierwszym bramkarzem zespołu był wówczas Kenny Campbell, Scottowi przypadła rola rezerwowego. W zespole zadebiutował 1 stycznia 1913 w zakończonym bezbramkowym remisem meczu z Newcastle United. Zaprezentował się w nim tak dobrze, że szefowie rywali chcieli go kupić bezpośrednio po spotkaniu za 1000 funtów. Zarząd Liverpoolu nie zgodził się na jego odejście. Do końca sezonu 1914/1915 grał w podstawowym składzie. Mimo przerwy w grze spowodowanej I wojną światową, w 1920 ponownie stanął w bramce „The Reds”. Wtedy też zagrał pierwszy mecz w reprezentacji Irlandii. W sumie rozegrał w jej barwach 31 spotkań. Dwa i trzy lata później sięgnął z klubem po mistrzostwo kraju. 21 lutego 1934 roku Scott wystąpił w ostatnim, 467. meczu dla Liverpoolu. Wkrótce przeniósł się do Irlandii, by zostać grającym menedżerem w Belfast Celtic. W wieku 42 lat ostatecznie zakończył karierę, pozostał jednak na stanowisku trenera do końca istnienia klubu w roku 1949. Zmarł w 1959.

## Sukcesy

### Piłkarz

#### Liverpool
- Mistrzostwo Anglii – 1921/1922, 1922/1923

#### Belfast Celtic
- Mistrzostwo Irlandii Północnej – 1935/1936
- Puchar Irlandii Północnej – 1917/1918
  - Drugie miejsce 1918–1919
- Gold Cup – 1935
- County Antrim Shield – 1936

### Trener

#### Belfast Celtic
- Mistrzostwo Irlandii Północnej – 1936, 1937, 1938, 1939, 1940, 1941, 1942, 1944, 1947, 1948: 10
- Puchar Irlandii Północnej – 1937, 1938, 1941, 1943, 1944, 1947: 6
- Gold Cup – 1935, 1939, 1940, 1941, 1944, 1945, 1946, 1947: 8
- County Antrim Shield – 1936, 1937, 1939, 1943, 1945: 5
- Belfast City Cup – 1940, 1948, 1949